# Liu Shiying
Liu Shiying   (Yantai, Xina, 24 de setembre de 1993) és una atleta xinesa, especialitzada en el llançament de javelina. Ha participat en 2 Olimpíades, guanyant la medalla d'or en els Jocs Olímpics de Tòquio 2020. Amb aquesta victòria, es va convertir en la primera dona asiàtica en guanyar l'or olímpic en aquesta prova. A més ha guanyat 1 medalla de plata en els Campionats del Món i 2 medalles (1 d'or) en els Campionats d'Àsia.

## Marca personal
| Disciplina             | Marca  | Seu      | Data             |
| ---------------------- | ------ | -------- | ---------------- |
| Llançament de javelina | 67.29m | Shaoxing | 15 setembre 2020 |

## Trajectòria professional
| Jocs Olímpics     | Jocs Olímpics  | Jocs Olímpics | Jocs Olímpics          |
| Any               | Seu            | Posició       | Prova                  |
| ----------------- | -------------- | ------------- | ---------------------- |
| 2016              | Rio de Janeiro | 13a posició   | Llançament de javelina |
| 2020              | Tòquio         | 1             | Llançament de javelina |
| Campionat del Món |                |               |                        |
| 2017              | Londres        | 8a posició    | Llançament de javelina |
| 2019              | Doha           | 2             | Llançament de javelina |
| 2022              | Eugene         | 4a posició    | Llançament de javelina |
| 2023              | Budapest       | 6a posició    | Llançament de javelina |
| Campionat d'Àsia  |                |               |                        |
| 2015              | Wuhan          | 1             | Llançament de javelina |
| 2023              | Bangkok        | 2             | Llançament de javelina |